# Huseyn Shaheed Suhrawardy
Huseyn Shaheed Suhrawardy (Midnapore (Brits-Indië), 8 september 1892 – Beiroet (Libanon), 5 december 1963) was een Pakistaans politicus. Hij was van 1956 tot 1957 premier van het land.

## Levensloop
Suhrawardy werd geboren op 8 september 1892 in West-Bengalen, het hedendaagse Bangladesh. Hij was de zoon van een belangrijke rechter. Zijn studie volgde hij aan St. Xavier’s College. Suhrwardy behaalde een master aan de Universiteit van Calcutta en vervolgde toen zijn studie aan St Catherine's College aan de Universiteit van Oxford. Daar behaalde Suhrwardy een bachelor in rechten. Hij keerde terug naar Brits-Indië en werd advocaat in Calcutta.
In 1920 trouwde hij met Begum Niaz Fatima, dochter van sir Abdur Rahim, premier van Bengalen, een deelstaat in Brits-Indië. Samen kregen zij twee kinderen tot zijn vrouw overleed in 1922. In 1940 hertrouwde Suhrawardy met Vera Alexandrovna Tiscenko Calder Begum Noor Jahan, een Russische actrice. Samen kregen zij één kind. In 1951 gingen ze uit elkaar.

### In de politiek
In Calcutta raakte Suhrawardy ook betrokken bij de politiek. Hij werd lid van de Swaraj-partij. Dit was een partij die een grotere onafhankelijk voor India nastreefde. Hij werd een aanhanger van Chittaranjan Das. Binnen de partij maakte hij carrière. Zo werd Suhrawardy de twee leider van de partij in het provinciale parlement. Na de dood van Das nam hij echter afstand van de partij. In 1925 maakte hij de overstap naar de Moslimliga. Onder Khawaja Nazimuddin werd hij minister van Werkgelegenheid. Binnen de Bengaalse afdeling van de Moslimliga vertegenwoordigde hij de progressieve stroming. In 1946 was hij hoofd van een regering van de Moslimliga in de deelstaat Bengalen. Het was op dat moment de enige regering in Brits-Indië waar de Moslimliga leiding aan gaf.

### Onafhankelijkheid Pakistan en India
Sir Frederick Burrows, de gouverneur van de deelstaat Bengalen, riep op advies van Suhrawardy 16 augustus 1946 uit tot nationale feestdag. Deze dag was door de moslimleider Mohammed Ali Jinnah uitgeroepen als een protestdag om op te komen voor een eigen moslimstaat. Suhrawardy had de verwachting dat er minder kans op conflicten zou zijn als overheidskantoren, bedrijven en winkels in Calcutta niet open zouden zijn. Op die dag kwam het toch tot hevige uitbarstingen en op 16 augustus en de dagen daarna verloren meer dan vierduizend mensen het leven. 16 augustus zou bekend komen te staan als Direct Action Day. Het grote dodenaantal werd mede toegeschreven aan het feit dat het Britse leger zich al aan het terugtrekken was uit het land en daardoor niet snel reageerde. Ondanks aandringen van Suhrawardy bij de Britten om in te grijpen gebeurde dit pas aan het einde van de middag van 17 augustus. Achteraf kreeg ook Suhrawardy kritiek omdat hij te weinig leiderschap had getoond.
In 1947, na de onafhankelijkheid van India, nam de Congrespartij de macht over in Bengalen en Suhrawardy trad af als premier van de deelstaat. Hij koos er niet voor zoals veel moslims om te vertrekken uit Calcutta naar Pakistan. Hij vreesde het slachtoffer te worden van wraakacties van de hindoes en zocht daarom de hulp van Mahatma Gandhi. Deze bood hem bescherming, maar stond er dan wel op dat Suhrawardy zich met hem in het openbaar zou vertonen en een oproep zou doen aan moslims en hindoes om in vrede met elkaar te leven.
Na de opdeling van Brits-Indië in Pakistan en India werd Suhrawardy actief in Oost-Bengalen, het huidige Bangladesh, maar destijds onderdeel van Pakistan. Hij richtte de Awami Moslimliga op. In 1954 vormde hij een politieke alliantie met onder andere A.K. Fazlul Huq en Maulana Abdul Hamid Khan Bhashani. Ze wonnen daarmee de verkiezingen in Pakistan. Daarna nam hij zitting in het kabinet van Muhammad Ali Bogra als minister van Justitie.

### Premier van Pakistan
In 1956 werd Suhrawardy door Iskandar Mirza, de president van Pakistan, benoemd tot premier. Dit gebeurde nadat Chaudry Muhammad Ali was afgetreden. Als premier kreeg hij te maken met een conflict tussen de Moslimliga en nieuw opgerichte partijen, zoals de Republikeinse Partij. De discussie ging erom of de vier provincies van West-Pakistan wel of niet zouden moeten worden samengevoegd tot één provincie. De machtspositie van West-Pakistan zou afnemen ten koste van die van Oost-Pakistan (het huidige Bangladesh). De Moslimliga was daarom ook tegen het plan. Suhrawardy probeerde te bemiddelen in het conflict, maar zijn optreden verergerde het conflict alleen maar. Zo probeerde hij iets doen aan economische ongelijkheid tussen Oost- en West-Pakistan door financiële hulp aan Oost-Pakistan te geven. Deze acties zorgen er uiteindelijk voor dat Suhrawardy in 1957 moest aftreden.
Suhrawardy had een belangrijke rol bij het opstellen van de Pakistaanse grondwet. Hij leverde een belangrijke bijdrage aan het formuleren en opnemen van vrijheidsrechten in de grondwet. In de buitenlandse politiek wordt hij gezien als een van de pioniers met betrekking tot de pro-Amerikahouding van het land. Hij was ook de eerste Pakistaanse premier die China bezocht en officiële diplomatieke relaties aanknoopte.
In de jaren 50 kampte Pakistan regelmatig met een energietekort. In Suhrawardys' zittingsperiode werd het Pakistaanse Atoom Agentschap opgericht. Hij benoemde Nazir Ahmad als eerste directeur van de organisatie. Onder zijn leiding begon Pakistan zijn nucleaire programma. In Karachi werd de eerste kerncentrale gebouwd. Het nucleaire programma zou overigens opgeschort worden tijdens het tien jaar durende militaire regime van Mohammed Ayub Khan.

### Dood
Tijdens het regime van Khan mocht Suhrawardy niet meer politiek actief zijn. Hij stierf in 1963 in Libanon. Officieel kwam dit door problemen aan het hart, maar door sommigen werd ook gesuggereerde dat hij zou zijn vergiftigd. Hij werd uiteindelijk begraven in Dhaka.
Liaquat Ali Khan · Khawaja Nazimuddin · Muhammad Ali Bogra · Chaudhry Muhammad Ali · Huseyn Shaheed Suhrawardy · Ibrahim Ismail Chundrigar · Feroz Khan Noon · Mohammed Ayub Khan · Nurul Amin · Zulfikar Ali Bhutto · Muhammad Khan Junejo · Benazir Bhutto · Ghulam Mustafa Jatoi ·
Nawaz Sharif · Balakh Sher Mazari · Nawaz Sharif · Moeenuddin Ahmad Qureshi · Benazir Bhutto · Malik Meraj Khalid · Nawaz Sharif · Pervez Musharraf · Zafarullah Khan Jamali · Chaudhry Shujaat Hussain · Shaukat Aziz · Muhammad Mian Soomro · Yousaf Raza Gilani · Raja Pervez Ashraf ·
Mir Hazar Khan Khoso · Nawaz Sharif · Shahid Khaqan Abbasi · Nasirul Mulk · Imran Khan · Shehbaz Sharif · Anwar ul Haq Kakar · Shehbaz Sharif